# Алгебраическая кривая

Кубика Чирнгауза — алгебраическая кривая третьего порядка.

Алгебраическая кривая, или плоская алгебраическая кривая, — это, в простейшем случае, множество нулей многочлена двух переменных. Степенью, или порядком, алгебраической кривой называется степень этого многочлена. 
Например, единичная окружность, задающаяся уравнением
{\displaystyle x^{2}+y^{2}=1}, является алгебраической кривой второй степени, поскольку совпадает с множеством нулей многочлена {\displaystyle x^{2}+y^{2}-1}.
Плоские алгебраические кривые с первой по восьмую степень соответственно называют прямыми, кониками, кубиками, квартиками, пентиками, секстиками, септиками и октиками. В алгебраической геометрии также рассматривают не только вещественные нули многочленов, но и комплексные. Более того, многочлены могут  рассматриваться над произвольными полями.
Так, обобщенная плоская аффинная алгебраическая кривая над полем {\displaystyle k} определяется как множество тех пар из {\displaystyle K\times K}, где {\displaystyle K} — алгебраическое замыкание поля {\displaystyle k}, которые являются корнями многочлена от двух переменных с коэффициентами в {\displaystyle k}. Такие пары называются точками этой кривой. Те точки кривой, каждая координата которых лежит в {\displaystyle k}, называются {\displaystyle k}-точками, а множество {\displaystyle k}-точек называется {\displaystyle k}-частью кривой. 
Например, точка {\displaystyle (2,{\sqrt {-3}})} принадлежит рассмотренной выше единичной окружности, однако не принадлежит её вещественной {\displaystyle \mathbb {R} }-части. Кроме того, многочлен {\displaystyle x^{2}+y^{2}+1} задаёт алгебраическую кривую, вещественная часть которой пуста. Тем не менее, сама кривая не является пустой.
Также в алгебраической геометрии рассматривают более общие алгебраические кривые, которые содержатся не обязательно в двумерных, а в пространствах с большим числом измерений, и также в проективных пространствах. 
Оказывается, многие свойства алгебраической кривой не зависят от выбора конкретного вложения в некоторое пространство, что приводит к следующему общему определению алгебраической кривой. 
Алгебраическая кривая — это алгебраическое многообразие размерности 1. Иными словами, алгебраическая кривая — это алгебраическое многообразие, каждое алгебраическое подмногообразие которого является одноточечным.

## Примеры алгебраических кривых

### Рациональные кривые
Рациональная кривая, также известная как уникурсальная кривая, — это кривая, бирационально эквивалентная аффинной прямой (или проективной прямой); другими словами, кривая, допускающая рациональную параметризацию.
Более конкретно, рациональная кривая в n-мерном пространстве может быть параметризована (за исключением некоторого числа изолированных «особых точек») при помощи n рациональных функций от единственного параметра t.
Любое коническое сечение над полем рациональных чисел, содержащее хотя бы одну рациональную точку, является рациональной кривой. Её можно параметризовать, проведя через рациональную точку прямую с произвольным угловым коэффициентом t и сопоставив данному t вторую точку пересечения прямой и коники (их не может быть больше двух).

Эллипс. x^{2} + xy + y^{2} = 1

Например, рассмотрим эллипс x2 + xy + y2 = 1 с рациональной точкой (−1, 0). Проведя через неё прямую y = t(x + 1), подставив выражение y через x в уравнение и решив относительно x, получим уравнения
{\displaystyle x={\frac {1-t^{2}}{1+t+t^{2}}},}
{\displaystyle y=t(x+1)={\frac {t(t+2)}{1+t+t^{2}}}\,,}
задающие рациональную параметризацию эллипса. В таком виде представимы все точки эллипса, кроме точки (−1, 0); можно сопоставить ей t = ∞, то есть параметризовать эллипс проективной прямой.
Эту рациональную параметризацию можно рассматривать как параметризацию «эллипса в проективном пространстве», перейдя к однородным координатам, то есть заменив t на T/U, а x, y — на X/Z, Y/Z соответственно. Параметризация эллипса X2 + XY + Y2 = Z2 проективной прямой примет следующий вид:
{\displaystyle X=U^{2}-T^{2},\quad Y=T\,(T+2\,U),\quad Z=T^{2}+TU+U^{2}.}

### Эллиптические кривые
Рациональные кривые (над алгебраически замкнутым полем) — это в точности алгебраические кривые рода 0 (см. ниже), в этой терминологии эллиптические кривые — это кривые рода 1 с рациональной точкой. Любая такая кривая может быть представлена как кубика без особенностей.
Эллиптическая кривая несёт на себе структуру абелевой группы. Сумма трёх точек на кубике равна нулю тогда и только тогда, когда эти точки коллинеарны.
Пересечение двух коник является кривой четвёртого порядка рода 1, а значит, эллиптической кривой, если содержит хотя бы одну рациональную точку. В противном случае пересечение может быть рациональной кривой четвёртого порядка с особенностями, или быть разложимым на кривые меньшего порядка (кубика и прямая, две коники, коника и две прямые или четыре прямые).

## Связь с полями функций
Изучение алгебраических кривых может быть сведено к изучению неприводимых кривых (то есть не раскладывающихся в объединение двух меньших кривых). Каждой такой кривой можно сопоставить поле рациональных функций на ней; оказывается, что кривые бирационально эквивалентны тогда и только тогда, когда их поля функций изоморфны. Это значит, что категория алгебраических кривых и рациональных отображений двойственна категории одномерных полей алгебраических функций, то есть полей, являющихся алгебраическими расширениями поля {\displaystyle k(x)}.

## Комплексные кривые как действительные поверхности
Комплексная алгебраическая кривая, вложенная в аффинное или проективное пространство, имеет топологическую размерность 2, другими словами, является поверхностью. В частности, комплексная алгебраическая кривая без особенностей является двумерным ориентируемым многообразием.
Топологический род этой поверхности совпадает с родом алгебраической кривой (который можно вычислить алгебраическими способами). Если проекция кривой без особенностей на плоскость является алгебраической кривой степени d с простейшими особенностями (обыкновенными двойными точками), то исходная кривая имеет род (d − 1)(d − 2)/2 − k, где k — число этих особенностей.
Изучение компактных римановых поверхностей состоит фактически в изучении комплексных алгебраических кривых без особенностей, рассматриваемых как поверхности с дополнительной аналитической структурой. Более точно, следующие категории эквивалентны:
- Категория проективных алгебраических кривых без особенностей (с рациональными отображениями в качестве морфизмов).
- Категория компактных римановых поверхностей и голоморфных функций.

## Классификация особенностей

x^{3} − y^{2} = 0

Особые точки включают в себя несколько типов точек, в которых кривая «пересекает сама себя», а также различные типы точек возврата. Например, на рисунке показана кривая x3 − y2 = 0 с точкой возврата в начале координат.
Особые точки можно классифицировать по их инвариантам. Например, особую точку с дельта-инвариантом δ можно интуитивно описать как точку, в которой встречаются сразу δ «самопересечений». В случае точки P на неприводимой кривой δ можно вычислить как длину модуля {\displaystyle {\widetilde {{\mathcal {O}}_{P}}}/{\mathcal {O}}_{P}}, где {\displaystyle {\mathcal {O}}_{P}} — локальное кольцо в точке P и {\displaystyle {\widetilde {{\mathcal {O}}_{P}}}} — его целое замыкание. Вычисление дельта-инвариантов всех особых точек позволяет вычислить род кривой по формуле:
{\displaystyle g={\frac {1}{2}}(d-1)(d-2)-\sum _{P}\delta _{P},}
Другие важные инварианты: кратность m особенности (максимальное целое число, такое что все производные задающего кривую многочлена, порядок которых не превосходит m, равны нулю) и число Милнора.